# 高邮军
高邮军，北宋时设置的军。
开宝四年（971年）置，治所在高邮县（今江苏省高邮市）。熙宁五年（1072年）废，元祐元年（1086年）复置。南宋建炎四年（1130年）升为承州。绍兴三十一年（1161年）复置为军，辖境相当今江苏省高邮、兴化等市地。元朝至元十四年（1277年），改为高邮路。 